# Umatilla

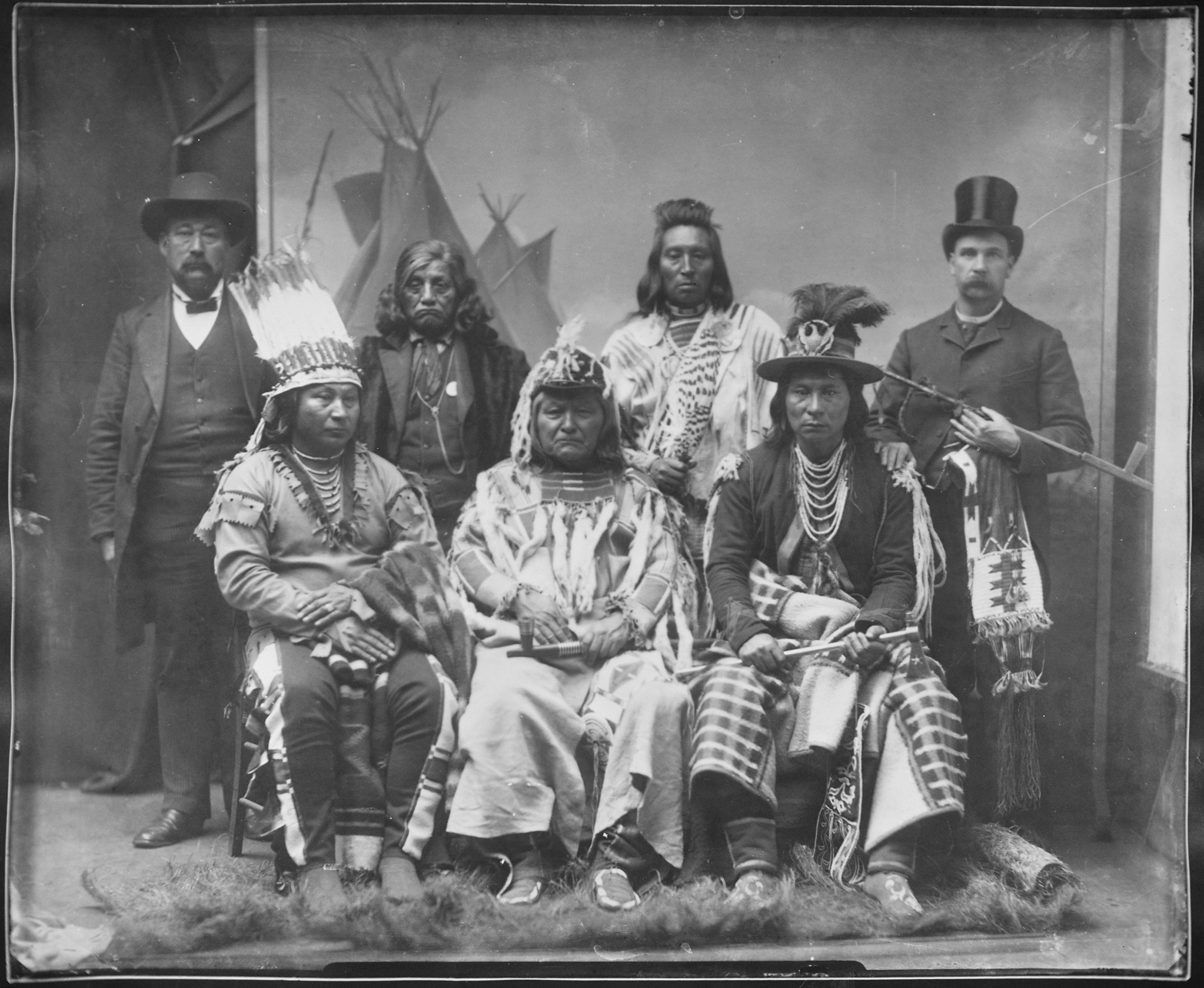
Sahaptin-Stamm in Washington, D.C. (1890). Hintere Reihe (von links nach rechts): John McBain, „Showaway“, Häuptling der Cayuse, „Wolf Necklace“, Häuptling der Palouse und Lee Moorhouse, Umatilla-Verwaltungsbeamter. Vordere Reihe: „Peo“, Häuptling der Umatilla, „Hamli“, Häuptling der Walla Walla und „Tauitau“, Cayuse-Häuptling. Alle Häuptlinge tragen ihre traditionelle Kleidung. (Ausnahme Häuptling „Showaway“)

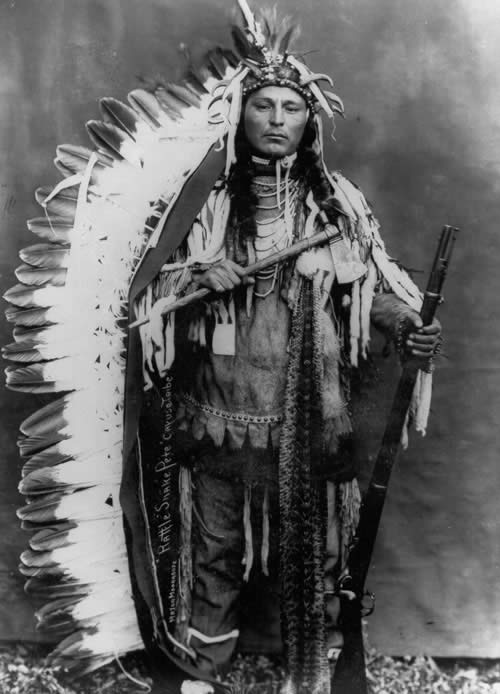
„Rattlesnake Pete“ im Umatilla-Reservat

Die Umatilla sind ein indigenes Volk der Indianer Nordamerikas vom Columbia River Plateau des Pazifischen Nordwestens der Vereinigten Staaten. Ihr ursprüngliches Stammesgebiet lag oberhalb der Mündung des Umatilla Rivers in den Columbia River, beiderseits desselbigen bis zum Willow Creek in Oregon sowie bis zum Rock Creek in Washington.
Zusammen mit den sprachlich-kulturell eng verwandten Skin-pah (Sk̓inłáma – „Volk aus [der Siedlung] Sk’ín“), Kah-milt-pah (Q̓mɨłłáma – „Volk aus [der Siedlung] Qmiɫ, d. h. Rock Creek“) und den Tenino (heute: „Warm Springs Bands“ genannt); bestehend aus den Tinainu (Tinaynuɫáma, auch: „Dalles Tenino“), den Tygh (Tayxɫáma, auch: „Upper Deschutes“), den Wyam (Wayámɫáma, auch: „Lower Deschutes“ bzw. „Celilo Indians“) und den Dock-Spus/Tukspush (Takspasɫáma, auch: „John Day“) wurden sie oft kollektiv als Columbia River Indianer bzw. Columbia River Sahaptin bezeichnet.
Die genannten einzelnen Siedlungsgruppen (Stämme) sprachen alle jeweils Sprachen/Dialekte des Südlichen Sahaptin (Columbia River Sahaptin) der „Sahaptin-Sprachen (Ichishkíin Sɨ́nwit)“, wobei mit Sahaptin die ein Dialektkontinuum bildenden „Sahaptin-Sprachen“ verschiedener Sahaptin-Völker (unter Ausschluss der Nez Percé und Cayuse) bezeichnet wird. Die „Sahaptin-Sprachen (Ichishkíin Sɨ́nwit)“ (Südliche und Nördliche Sahaptin Sprachen) wiederum bilden zusammen mit der „Nez-Percé-Sprache (Niimiipuutímt)“ (der Nez Percé und Cayuse) gemeinsam die Sprachgruppe namens Sahaptian-Sprachen (auch Sahaptin, Shahaptian), einer Untergruppe der Plateau Penuti-Sprachfamilie. Ihre Sprache bzw. Dialekt nannten die Umatilla Imatalamłaamí sɨ́nwit („Umatilla Sprache“).

## Namensbezeichnung
Die oben genannten einzelnen Siedlungsgruppen (Stämme) bezeichneten sich auch kollektiv als Wanałáma („Volk entlang des Flusses, d. h. des Columbia Rivers“, Singular: Wanałá – „Person entlang des Flusses (Columbia River)“) und identifizieren sich heute als Mid Columbia River Indians. Im Gegensatz zu den halbnomadischen und pferdereichen (oftmals Pferdezüchter) der benachbarten militärisch-politisch dominanten Völker der Yakama (in Umatilla: Wawnakwšašiłáma – „Yakama Volk“, heute Yakumułáma), der Palus (Palouse), der Cayuse (Wáylatpuuma/Waˀáylatpuma – „Volk des Weidelgras, d. h. Cayuse Volk“) und Nez Percé (šíwaniš – „Fremder“, oftmals mit Bedeutung „Feind“) waren diese Siedlungsgruppen primär halbsesshafte Fischer und Jäger, die zwischen Wintersiedlungen und Sommersiedlungen umherzogen.
Die Umatilla bezeichneten sich selbst als Imatalamłáma („Volk aus [der Siedlung] Ímatalam“, Singular: Ímatalam / Imatalamłá – „Person aus [der Siedlung] Ímatalam“), diese einstige Siedlung Ímatalam lag auf einer Halbinsel, die durch den Zusammenfluss des Umatilla River (Nixyáawi Wána – „Umatilla Fluss“) und Columbia Rivers (Nč̓i-Wána – „großer Fluss, d. h. Columbia River“) geformt wurde. Oft nannten sie sich wie viele indigene Völker einfach Tanánma („die Menschen“, „das Volk“; Singular: Tanán – „Person“). Von ihrem Autonym leiten sich auch viele Bezeichnungen benachbarter Stämme für die Umatilla ab; die Yakama bezeichnen sie als Amatalamláma/Imatalamláma und die Nez Percé und Cayuse als Hiyówatalampoo/Hiyuwatalampo.
Heute bilden die Umatilla zusammen mit den Walla Walla (Walawalałáma – „Volk vom Wallula (Walawála) Gebiet am Walla Walla River, d. h. Walla Walla Volk“, Singular: Walawalałá – „Walla Walla Person“) und Cayuse den auf Bundesebene anerkannten Stamm (sog. federally recognized tribe) der Confederated Tribes of the Umatilla Indian Reservation (CTUIR), dessen Reservat sich bei Pendleton (Nixyáawi – „Umatilla Ort“) in Oregon in der Nähe der Blue Mountains befindet.
2006 bekamen die konföderierten Stämme des Umatilla-Reservates das in historischen Verträgen verbriefte Recht zugesprochen, nördlich des Yellowstone-Nationalparks in Teilen der Absaroka-Beartooth Wilderness aus kulturellen Gründen Bisons zu jagen.
Eine Reihe von Orten und geografischen Objekten wie der Umatilla River, das Umatilla County, der Ort Umatilla und der Umatilla National Forest wurde nach ihnen benannt. Der Stausee der John-Day-Talsperre heißt „Lake Umatilla“.